# Norman Wilson (Leichtathlet)
Norman Wilson (Norman Charles Wilson; * 24. Februar 1956; † 4. Juni 2021) war ein britischer Marathonläufer.
1977 gewann er den Berlin-Marathon in 2:16:21 h. Seine persönliche Bestzeit von 2:13:17 stellte er beim Boston-Marathon 1981 auf, bei dem er den 13. Platz belegte.